# Danger grave et imminent en droit français
Ne doit pas être confondu avec Danger immédiat ou Danger immédiat (film).
Le danger grave et imminent est un concept qui a été introduit en droit du travail français pour mieux délimiter les droits et devoirs de chacun dans une telle éventualité.

## Notion de risque (danger)
Pour les professionnels de la prévention, un danger est la caractéristique d’une chose pouvant créer des dommages. Ils parlent par exemple des dangers de l’électricité ou de l’acide sulfurique. Le danger est distingué du risque car le risque résulte de la rencontre d’une  personne et d’un danger. Il y a risque lorsqu’il y a des personnes exposées au danger.
Le terme de « danger » suggère des dommages de différents degrés. À titre d’illustration, l'échelle de gravité utilisée pour l’évaluation des risques comporte quatre degrés :
- faible, pour un accident sans arrêt de travail ;
- légère, pour un accident avec arrêt mais sans séquelles ;
- grave, pour un accident avec arrêt et séquelles ;
- très grave, pour un accident invalidant ou mortel.

Selon la définition donnée dans la circulaire du ministre du Travail français en date du 25 mars 1993, un danger grave est « un danger susceptible de produire un accident ou une maladie entraînant la mort ou paraissant devoir entraîner une incapacité permanente ou temporaire prolongée ». Au-delà du risque d’accident et de maladie professionnelle, le danger concernant la santé englobe les effets des nuisances tenant aux conditions de travail dès lors que ces nuisances prennent un caractère aigu créant un danger imminent.
Le danger peut émaner d’une machine, d’une ambiance de travail, d’un processus de fabrication.

## Notion d'imminence
En France, selon la circulaire du 25 mars 1993, le sens à attribuer à cette notion est celui des situations « où le risque est susceptible de se réaliser brusquement et dans un délai rapproché (circulaire du 25 mars 1993) ». Pour les juges, c’est la proximité de la réalisation du dommage et non donc celle de l’existence d’une menace qui doit être prise en compte. L'imminence n’est pas seulement la probabilité, mais la probabilité d’une survenance dans un délai proche.
Le législateur a soumis l'imminence du danger dans l'habitation insalubre, notamment au regard de l'urgence de l'intervention du préfet, aux dispositions conjointes des articles L. 1331-26 et L. 1331-26-1 du Code de la santé publique (CSP) (ex : plomb ou amiante dégradés dans des locaux à usage d'habitation puisque c'est la proximité de la réalisation du dommage qui compte, l'inhalation de fibres d'amiante ou de poussières de plomb constituant un dommage corporel immédiat prévu au CSP, de même qu'une personne située dans un immeuble en flammes est en danger imminent, l'incendie étant déjà déclaré). L'article L. 1311-4 du CSP concerne les dangers ponctuels imminents qui sont pris en charge par l’État aux frais du contribuable responsable dudit danger. 

## Obligation légales
1. Un devoir de signalement pesant sur le salarié
2. Un droit de retrait
3. Une interdiction faite à l’employeur de demander au salarié de reprendre son travail
4. Une obligation d’agir pour l’employeur
5. Une obligation d’enquête et de concertation

### Le signalement d’un DGI
Le salarié qui a connaissance d’un danger grave et imminent, mais qui s’abstient d’en informer l’employeur ou son représentant, s’expose à une sanction disciplinaire. Son inobservation s'apprécie en fonction de ses compétences et expériences.
En effet si l’article L. 230-3 du Code du travail prévoit qu’ « incombe à chaque travailleur de prendre soin […] de sa sécurité et de sa santé ainsi que de celles des autres personnes concernées du fait de ses actes ou omissions au travail », c’est cependant :
- sous réserve « de sa formation et selon ses possibilités » (Ibid.) ;
- sans transfert de responsabilité : « les dispositions de l’article L. 230-3 n’affectent pas le principe de la responsabilité des employeurs ou chefs d'établissement ».

Les conséquences de l'inobservation éventuelle de cette obligation s’apprécient en fonction des compétences et de l'expérience du salarié.

### Le droit de retrait
L’exercice du droit de retrait :
- n’est pas une obligation : le droit de retrait prévu par l’article L. 4131-1 du Code du travail constitue pour le salarié un droit et non une obligation (Cass soc 9 décembre 2003, no 2584 F-D, Lahet c/ Service social enfance – SAR Aquitaine, SAE) ;
- connaît quelques limitations fixées par la loi : le droit de retrait doit être fondé sur l’existence d’un danger grave et imminent. Il ne doit pas créer de nouveau risque pour autrui (art. L. 4132-1 du Code du travail) ;
- mais ne peut être limité par l’employeur : une clause de règlement intérieur subordonnant le retrait à l’existence d’un danger effectif est contraire à la loi (CE, 9 oct 1987). L’existence effective d’un danger grave et imminent n’est pas une condition du droit de retrait du salarié. Celui-ci s’exerce valablement son droit dès lors qu’il a un motif raisonnable de penser qu’un tel danger existe. (Cass soc 10 mai 2001 no 1971 F-D, Sté Transzvry c/ Baroudi).

### Le droit de se tromper
Il ne faut pas confondre :
- L’appréciation du danger grave et imminent
- L'appréciation de la bonne foi du salarié lorsqu’il invoque un DGI

« Il appartient au conseil de prud'hommes de statuer sur la légitimité d’une sanction disciplinaire prise par l’employeur sur le fondement d’un exercice injustifié ou abusif du droit de retrait. Ils apprécient le caractère raisonnable ou non de la crainte invoquée par le salarié. Ils pourront ainsi tenir compte de l’âge du salarié, son état de santé, sa qualification ou encore son expérience professionnelle » (cass soc 17 oct 1989).
« L’existence effective d’un danger grave et imminent n’est pas une condition du droit de retrait du salarié. Celui-ci s’exerce valablement son droit dès lors qu’il a un motif raisonnable de penser qu’un tel danger existe. » Cass soc 10 mai 2001 no 1971 F-D, Sté Transzvry c/ Baroudi.

### Les devoirs de l’employeur
1. Interdiction de demander la reprise du travail
2. Interdiction de prononcer des sanctions, sauf abus
3. Obligation de protéger les salariés
4. Obligation d’enquêter